# Gare de Grigny-Centre
Ne doit pas être confondu avec Gare de Grigny-Val-de-Seine ou Gare de Grigny-le-Sablon.
La gare de Grigny-Centre est une gare ferroviaire française de la ligne de Grigny à Corbeil-Essonnes, située dans la commune de Grigny, dans le département de l'Essonne, en région Île-de-France.
C'est une gare de la Société nationale des chemins de fer français (SNCF), desservie par les trains de la ligne D du RER.

## Situation ferroviaire

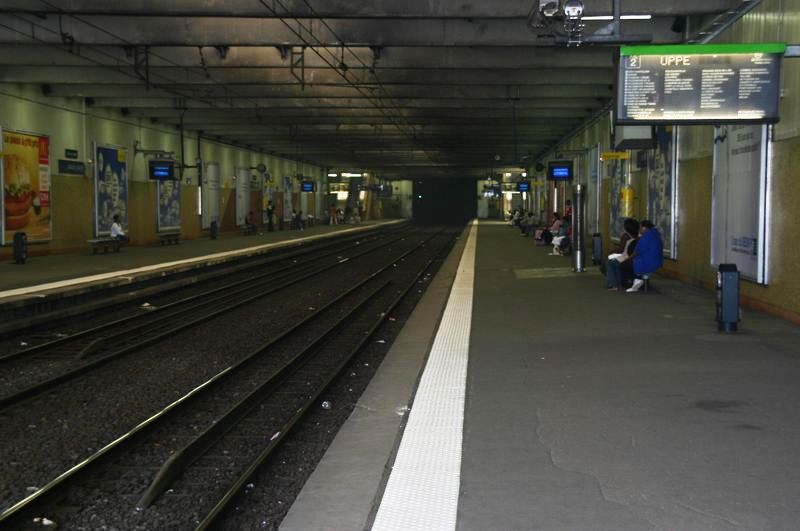
À gauche : voie 1 vers Corbeil-Essonnes ; à droite : voie 2 vers Juvisy/Paris ; Au fond : l'entrée du tunnel de Grigny.

La gare, située au point kilométrique (PK) 2,249 de la ligne de Grigny à Corbeil-Essonnes, est desservie par les trains de la ligne D du RER. Elle est semi-enterrée et comporte deux grands escalators (un pour chaque quai).
L'entrée débouche directement sur le grand ensemble de Grigny 2 (au nord-ouest de la sortie de la gare) et sur le centre commercial de Grigny 2 (au sud-ouest de la sortie de la gare).

## Histoire
La gare de Grigny-Centre est mise en service le 16 février 1974 en première étape de la ligne nouvelle de Grigny à Corbeil-Essonnes. Elle sert provisoirement de terminus à une antenne de 2,2 km se détachant à la gare de Grigny-Val-de-Seine. La nouvelle gare reçoit des missions en provenance de Paris-Gare-de-Lyon qui se retournent sur la voie 2. Le 6 décembre 1975, l'intégralité de la ligne nouvelle entre en service et Grigny-Centre devient une simple gare de passage.

## Fréquentation
En 2014, selon les estimations de la SNCF, la fréquentation annuelle de la gare est de 5 135 400 voyageurs.

## Correspondances

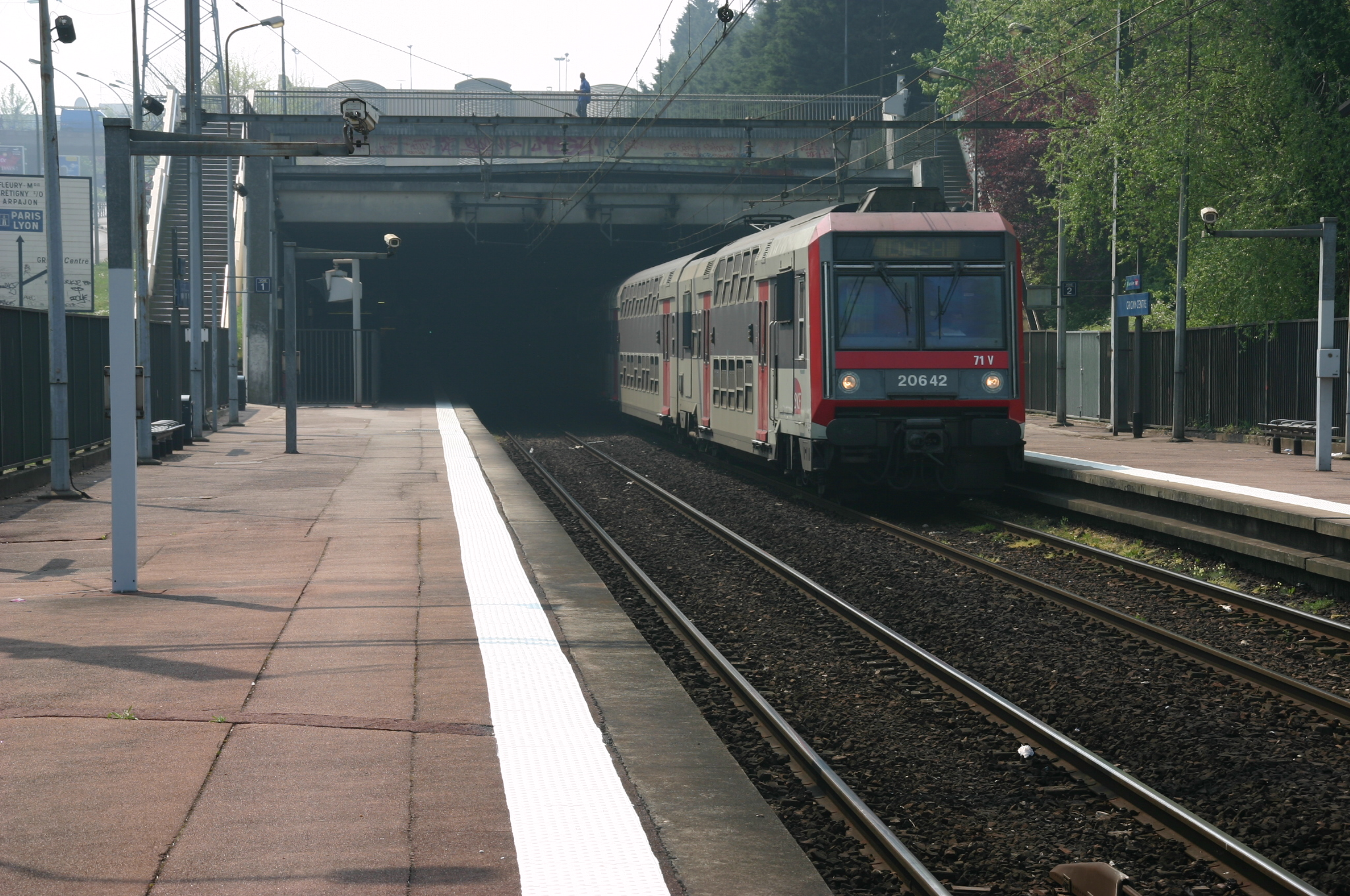
Une rame Z 20500 quittant la gare en direction de Juvisy.

La gare est desservie par les lignes de bus 4206, 4220, 4221, 4222 et 4223 du réseau de bus Évry Centre Essonne et, la nuit, par les lignes N135 et N139 du réseau Noctilien.